# Josias Gomes
Josias Gomes da Silva (Amaraji, 14 de outubro de 1956), é um agrônomo e político brasileiro. Em 2002, 2010 , 2014 e 2018 foi eleito deputado federal pelo PT da Bahia
Nascido em Amaraji no estado de Pernambuco, Josias Gomes se formou em Agronomia pela Universidade Federal da Paraíba em 1980, tendo sido ativo líder estudantil, presidente do Diretório Acadêmico de Ciências Agrárias, onde liderou a primeira greve no estado da Paraíba, 14 anos após o golpe militar de 1964.

## Infância e adolescência
Josias Gomes da Silva é filho de Maria José Alves da Silva e Jesuíno Gomes da Silva. Seu pai, um agricultor curumba (trabalhadores que deixavam o Sertão em busca de trabalho nos engenhos), acabou fixando residência em Amaraji, terra onde predominava a cultura da cana de açúcar, ali constituindo família. 
Josias é um dos oito filhos de Jesuíno e Maria José, dos quais apenas dois conseguiram concluir curso universitário. Cursou o ginasial na cidade de Escada, no ginásio agrícola, em regime de internato. Para ajudar nas despesas escolares e pessoais, plantava verduras e criava galinhas, que eram vendidas nas feiras livres das cidades vizinhas. 
Cursou o Segundo Grau no Colégio Agrícola de Belo Jardim, igualmente em regime de internato, onde também criava porcos e plantava pimentão e repolho, que vendia no Ceasa de Recife.
Engenheiro agrônomo desde 1980, atualmente está licenciado do mandato parlamentar para assumir a Secretaria de Relações Institucionais do governo da Bahia.

## Carreira política
Está no Partido dos Trabalhadores desde os primeiros movimentos que culminaram na sua fundação. Participou da primeira campanha de filiação no ano de 1980, quando ainda estudante de Agronomia no Estado da Paraíba. Exerceu diversas funções de direção no PT nos estados onde militou politicamente. Em Rondônia, foi Secretário de Organização entre 1983/84 e Secretário Geral em 1985/87; participou na condição de coordenador, em fins de 1983 da campanha pelas “diretas já” e  contribuiu para a formação de sindicatos de diversas categorias no estado de Rondônia, onde trabalhou e militou por mais de 5 anos.
Passou pela Secretaria de Planejamento do Governo de Rondônia, sendo conduzido, ainda, pela primeira bancada parlamentar petista na Assembléia Legislativa de Rondônia, à função de Vice Diretor-Geral da Casa.
Em 1985, foi o candidato a vice-prefeito na chapa do PT para a Prefeitura de Porto Velho,na primeira disputa eleitoral pós-ditadura nas capitais brasileiras. Ainda em Rondônia, organizou, em 1986, a primeira greve de funcionários públicos do Estado e, no mesmo ano, coordenou a campanha do candidato a governador pelo PT.
Em 1989 chegou à Bahia, pela região cacaueira, onde participou da coordenação da campanha presidencial do companheiro Lula. Também, em 1989, ajudou a organizar a primeira campanha salarial unificada dos trabalhadores rurais da lavoura cacaueira. Participaram 26 sindicatos de trabalhadores rurais, numa memorável campanha.
Em 1990, coordenou a campanha de Geraldo Simões para deputado estadual. Uma campanha, por sinal, vitoriosa. Ao mesmo tempo, trabalhou pela criação da Central Única dos Trabalhadores na região cacaueira. Em 1992 coordenou a campanha de Geraldo Simões para a Prefeitura de Itabuna. Após esta outra campanha vitoriosa, ocupou a Secretaria de Assuntos Estratégicos, espaço de articulação política da administração municipal.
Em 1997, assumiu a Secretaria Geral do partido no Estado. Dois anos depois, em 1999, foi eleito presidente do PT da Bahia. Em 2000, na função de presidente da legenda, na Bahia, coordenou a campanha municipal daquele ano, quando PT elegeu sete prefeitos e 114 vereadores nos diversos municípios da Bahia. Em 2001, nas primeiras eleições diretas do PT, foi reeleito presidente estadual, ainda no primeiro turno. Ajudou a coordenar a campanha eleitoral de 2004, onde o PT elegeu 19 prefeitos, 13 vice-prefeitos e 183 vereadores.
Nas eleições de 2002, se elegeu deputado federal com 75 mil votos, distribuídos em 384 municípios. Em 2010, 2014 e 2018  novamente se reelegeu deputado federal.
Em agosto de 2017 votou a favor do processo em que se pedia abertura de investigação do então Presidente Michel Temer.